# Портари (Васлуј)
Портари (рум. Portari) насеље је у Румунији у округу Васлуј у општини Заподени. Oпштина се налази на надморској висини од 167 m.

## Становништво
Према подацима из 2002. године у насељу је живело 727 становника, од којих су сви румунске националности.